# Подруга-ночь (альбом)
Подруга-ночь — второй студийный альбом российской поп-рок-группы «Лицей», записанный в 1994 году и выпущенный в начале 1995 года на компакт-дисках и компакт-кассетах. Альбом был выпущен фирмой «Sintez records». Продюсером и звукорежиссером выступил Александр Кутиков. В записи принимали участие музыканты группы «СВ».

## Об альбоме
В отличие от насыщенного и экспериментального первого альбома группы, «Домашний Арест», второй альбом целенаправленно решено было сделать более простым, для того чтобы больше повысить его коммерческий потенциал, так как продажи первого альбома были низкими.
Композитором всех песен стал продюсер группы «Лицей» Алексей Макаревич, а все тексты написал Карен Кавалерян. Аранжировки были написаны Алесеем Макаревичем, совместно с гитаристом Вадимом Голутвиным и клавишником Андреем Миансаровым, оба были известны как участники группы «СВ», а Голутвин ещё и как участник «Аракса». Во всех песнях Голутвин исполнял гитарные партии, Миансаров же отвечал за клавишные, а также занимался программированием партий барабанов и баса. Аранжировщик первого альбома группы, Виталий Островский, также сыграл на гитаре в трёх песнях. В записи также принимали участие участник «СВ», трубач Александр Чиненков и участник оркестра Московского академического театра сатиры, кларнетист Вячеслав Перов, отец одной из вокалисток группы, Елены Перовой.
В апреле 1994 года с ранней версией фонограммы песни «Подруга-ночь» группа выступает на фестивале «Хит-парад Останкино». На этом фестивале группу представляет Александр Градский.
Ещё до выхода альбома, с фонограммой песни «Твоё право» группа выступила в новогоднем голубом огоньке, показанном на канале «РТР» в ночь с 31 декабря 1994 на 1 января 1995 года.
Сразу после завершения работы над альбомом, считавшаяся до этого момента некоммерческой группой, «Лицей» начинает выступать профессионально. В её раскрутку начинают вкладываться большие деньги.
В начале 1995 года на песню «Подруга-ночь» был снят первый клип группы. Режиссером клипа выступил Дмитрий Месхиев.

## Список композиций
Музыка Алексея Макаревича, слова Карена Кавалеряна.
| №   | Название              | Длительность |
| --- | --------------------- | ------------ |
| 1.  | «Подруга — ночь»      | 4:19         |
| 2.  | «Там, где нас нет»    | 4:37         |
| 3.  | «Твоё право»          | 4:02         |
| 4.  | «Кто остановит дождь» | 4:00         |
| 5.  | «Деньги»              | 4:08         |
| 6.  | ««Вниз по течению»»   | 4:04         |
| 7.  | «Ещё один рай»        | 4:26         |
| 8.  | «25»                  | 4:07         |
| 9.  | «Мой человек»         | 4:31         |
| 10. | «Бег по кругу»        | 3:36         |

## Участники записи
- Анастасия Макаревич — вокал
- Изольда Ишханишвили — вокал
- Елена Перова — вокал
- Алексей Макаревич — аранжировка, продюсер группы
- Андрей Миансаров — аранжировка, клавишные, синтезаторы
- Вадим Голутвин — аранжировка, гитара
- Виталий Островский — гитара (2, 5, 8) (указан в буклете как Виктор Островский)
- Александр Чиненков — труба (9, 10)
- Вячеслав Перов — кларнет (4)

Технический персонал
- Александр Кутиков — звукорежиссёр, выпускающий продюсер
- Александр Бармаков — инженер звукозаписи